# Heliskiing
 Der er for få eller ingen kildehenvisninger i denne artikel, hvilket er et problem. Du kan hjælpe ved at angive troværdige kilder til de påstande, som fremføres i artiklen.

Heliskiing, også kaldet heliboarding, beskriver en type skisport eller snowboard. Skiløbere bliver fløjet op af et snedækket bjerg i en helikopter og kører derfra ned gennem urørt dyb sne under vejledning af erfarne helikopterguider. Helikopteren ledsager alpinløberne.
De mest kendte områder for heliskiing er Schweiz, Østrig, Italien, Island, Canada, Australien og New Zealand.
Et alternativ til heliskiing er catskiing, hvor man bliver fragtet op på bjerget i en pistemaskine i stedet for en helikopter.

## Historie
I slutningen af 1950'erne blev helikoptere brugt i Alaska og Europa for at få adgang til fjerntliggende terræn. Ideen om heliskiing kom først fra den canadiske geolog Art Patterson. Han oprettede en forretning sammen med bjergguiden Hans Gmoser. Patterson mente, at forretningen var for risikabel og trak sig ud af forehavendet. Gmoser fortsatte dog i forretningsideen og kommercialiserede i 1965 aktiviteten i Canada ved at stifte CMH, Canadian Mountain Holidays, et heliskiingfirma, som kombinerede logi, transport og vejledning. Den største vækst inden for heliskiing var i 1970'erne og 1980'erne, hvor denne type skiløb blev bredt kommercialiseret.

## Sikkerhed
Heliskiing frembyder flere farer end konventionelt skiløb. Et stort sikkerhedsproblem under heliskiing er faren for laviner. Der er flere teknikker, der øger sikkerheden i vildt terræn, såsom brugen af sprængstoffer til bevidst at skabe en lavine eller de mere almindelige teknikker til at undgå farlige skiløjper.